# Mokundange
Mokundange (ou Mukundange) est un village situé sur le versant sud du mont Etinde - mont qui jouxte le mont Cameroun - dans la région du Sud-Ouest du Cameroun. Il dépend du département du Fako et de la commune de Limbé II.

## Géographie

### Localisation
Au niveau départemental, Mokundange est limitrophe des villages Isokolo et Ngeme à l'est, Limbola et Batoke à l'ouest. Au nord, il est limité par le mont Etinde et, au sud, par la côte atlantique. Il est relié à Yaoundé par la route nationale no 3 et  se situe à environ 77 km de la capitale économique du Cameroun Douala. Le village dépend du département du Fako et de la commune de Limbé 2.

### Géographie et relief
Le village est situé sur un des versants du mont Etinde. Le relief se compose de roches sédimentaires datant du Crétacé et du Quaternaire, reposant sur les roches métamorphiques du Précambrien.

### Hydrographie

#### Petits cours d'eau
Le village est irrigué par des petits cours d'eau qui serpentent les flancs des petits massifs présents tout autour du mont Etinde. Ces cours d'eau se déversent dans l'océan Atlantique qui borde la limite sud du village.

#### L'océan atlantique
La proximité du village avec l'océan Atlantique contribue et façonne l'histoire du village. Fort heureusement la position surélevée du village le rend moins sujet aux différents risques d'inondations et autres risques marins.

### Climat
Le village est situé en zone climatique équatoriale et bénéficie d'un climat humide et tempéré, avec néanmoins l'existence de deux saisons sèches (juillet-août et décembre-février) et de deux saisons humides (mars-juin et septembre-novembre). Cependant, du fait la proximité atlantique, Mokundange jouit de la singularité pluviométrique propre au mont Cameroun, la hauteur moyenne annuelle de la pluviométrie, beaucoup plus importante au sud-ouest, est de 5 080 mm.

### Voies de communication et transports

#### Voies de communications
La nationale No 03 issue de Yaoundé traverse le village. Cependant de nombreuses pistes issues des anciens champs de plantation de la CDC sont utilisées pour la circulation dans le village. Des travaux de réhabilitation des anciennes voies et la construction de nouvelles voies sont en cours.

#### Transports
Partant de la capitale économique Douala, les coûts de transport varient suivant que l'on utilise des véhicules de transport de la communauté urbaine ou les voitures des particuliers. Pour ce qui est des véhicules de transports interurbain, il faut débourser 1300 FCFA quittant du parc de voyage situé à la sortie de la ville jusqu'à l'entrée de la ville de Limbé. Pour les voitures des particuliers, communément appelés "Clandos : Clandestins", il faut débourser entre 2000 FCFA et 3000 FCFA suivant qu'il y a affluence ou pas.  Et de l'entrée de la ville de Limbé, on débourse le montant de 500 FCFA, en utilisant les taxis pour se rendre au village. À l'intérieur du village , les déplacements motorisés s'effectuent uniquement par le biais des motos taxis.

## Urbanisme

### Morphologie urbaine
Comme la plupart de ses consœurs, le village subit actuellement une forte croissance urbaine. Cela commence au début du XXe siècle, avec l'arrivée des colons allemands qui  développent de vastes champs de plantations. Ces champs modélisent les habitats des autochtones pour les rendre plus modernes. Après le départ des Allemands en 1915 et l'arrivée des Anglais, les champs sont regroupés autour de la CDC qui continue l'exploitation et l'amélioration des champs longtemps créés. Il faudrait attendre 1981 avec la création de la Société Nationale de Raffinage du Cameroun (SONARA) pour avoir une économie alternative. Du fait du manque de logements pour leurs premiers employés, les habitations avec des matériaux durables naissent afin d’accueillir ce flux de travailleurs. De nos jours, l'on compte quelques rares habitants en matériaux provisoires qui rappellent le passé agricole du village.

### Projets d'aménagements
Du fait de l'organisation de la coupe d'Afrique des Nations de football, le village fait partie d'un vaste programme gouvernemental de projets d'aménagements. En effet un stade devant accueillir les matchs de cette compétition est construit dans le village voisin. La raréfaction des infrastructures hôtelières et d'accueil conduisent au déguerpissement des populations donc les constructions ne répondent pas aux normes actuelles  de sécurité.

### Risque sismique
Le risque sismique subsiste du fait que le village soit situé sur une des pentes du mont Cameroun qui est un volcan sujet à des éruptions volcaniques. Le mont Cameroun se situe dans une  zone géologiquement active, la Ligne Volcanique du Cameroun. Cette zone a contribué à donner la séparation du supercontinent Gondwana pour donner naissance aux plaques Africaine et Sud-Américaine.
- 1909 ; 1922 ; 1954 ; 1959 ; 1982[5].
- Avril 1999
- Le 19 mars 2005[6]
- le 4 février 2012[4]

## Histoire

### 1885-1914
L'histoire de Mokundange est liée à celle des plantations allemandes du mont Cameroun. Durant la période coloniale allemande (1884-1916), les sociétés allemandes remarquent très tôt les possibilités agricoles offertes par les régions situées tout autour du mont Cameroun. Aussi, les sociétés Woeermann et Jantzen - Thôrmaleen acquièrent les premières terres en 1897. En 1914, ces sociétés contrôlent plus de 90 000 ha et en cultivent 18 000 ha. À la veille de la Première Guerre mondiale, la région du mont Cameroun est la plus vaste zone des plantations d'Afrique de l'Ouest. En 1869, la firme John Holt installe la première usine à Bimbia. En janvier 1897 est créée la plus importante des sociétés agricoles du Cameroun de l'époque : la West Afrikanische Pflanzung Victoria (WAPV). La seconde société derrière la WAPV est West Afrikanische Pflanzung Bibundi (WAPB) qui possède 14 000 ha à Bibundi, Isongo et Mukundange.
Mokundange dépend de la commune de Limbé 2, qui dépend elle-même du département du Fako. Le ressort territorial du département du Fako a d'abord été fixé par le décret no 63-DF-250 du 26 juillet 1963, puis modifié le 30 août 1968 (amputé de l'arrondissement de Bamusso), donnant lieu à la création de trois arrondissements : Muyuka (15 décembre 1963), Victoria (30 août 1968) et Tiko. Mokundange est rattaché à Victoria. Il s'agissait initialement de trois villages distincts : Mokundange, Mokundange Beach CDC camp, Mokundange Top Line CDC Camp.
| Village                      | Commune  | Arrondissement | Population (année) |
| ---------------------------- | -------- | -------------- | ------------------ |
| Mokundange                   | Victoria | Victoria       | 365 (1968)         |
| Mokundange Beach CDC Camp    | Victoria | Victoria       | 160 (1969)         |
| Mokundange Top Line CDC Camp | Victoria | Victoria       | 200 (1969)         |

Mokundange Beach CDC Camp et Top Line CDC Camp sont des vastes champs agricoles de la Cameroon Development Corporation (CDC). De ce fait, ils bénéficient des voies d'accès de bonne viabilité, des baraques de logements pour les agriculteurs et d'une école.

### 1914 -
À la fin de la Première Guerre mondiale, les domaines allemands du Cameroun furent saisis par les Britanniques et les Français. La partie occidentale du Cameroun fut officiellement placé sous mandat britannique et les plantations allemandes sont rassemblées en une seule société : la Cameroon Development Corporation (CDC)

## Éducation
La première école à Mokundange est ouverte en 1958 et se nomme Presbyterian Junior School. Aujourd'hui, le village dispose de deux écoles primaires,

## Population

### Démographie
Mukundange se situe dans la zone anglophone du Cameroun, anciennement État Fédéral du Cameroun occidental, de ce fait, la langue la plus parlée est l'anglais. L'ethnie originaire, dans les années 1960, est celle des Bamboko. Cependant la région connait au début du vingtième siècle une immigration forcée des travailleurs Bamiléké de l'Ouest de Cameroun et des Boulous de Centre, pour des besoins de main d’œuvre dans les vastes plantations des Allemands.
Actuellement les Bakweris constituent l'ethnie majoritaire. Il s'agit d'une ethnie bantoue. Du fait de la croissance économique du sud-ouest, la population de Mokundange est cosmopolite, constituée des étrangers et de nombreux expatriés. Le premier recensement de la population de 1973 fait état d'une population de 712 habitants. Le recensement de 2013 de la ville de Limbé fait état de 466 412 habitants.

## Administration
Mokundange est devenu le chef-lieu de l'arrondissement de Limbe 2 par décret du ministère de l'administration territoriale et de la décentralisation.

### Commissariat d'arrondissement
Le décret présidentiel, no 2012/552 du 20 novembre 2012 portant délimitation territoriale des commissariats d'arrondissement dans certains commissariats centraux de sécurité publique, permet l'implantation d'un commissariat de sécurité publique du 2e arrondissement de la ville de Limbé à Mukundange. Ce commissariat couvre les quartiers Sonara - Area, chantier naval-area, Fisching School-area, Karata, Isokolo, Wovia, Botaland, Ngeme, Bobendè, Limbola et Batoke.

## Personnalités liées au village
- Andrew Motanga Mounjimba, délégué du gouvernement auprès de la commune de Limbé II. Il est né et a fait ses études à Mokundange[15].
- Duncan Molindo, Maire de la commune de Limbe 2[16].